# گسترش خط لاتین

پراکندگی کنونی خط لاتین.
کشورهایی که خط لاتین تنها خط اصلی آنها است
کشورهایی که در آن‌ها الفبای لاتین در کنار دیگر خط‌ها هم‌زمان به کار می‌رود

گسترش خط لاتین از سرآغازهای کهن آن در لاتیوم تا فراز آمدنش به عنوان سامانه نوشتاری غالب در دوران نوین، پیشینه‌ای طولانی دارد. نیاکانِ حروف لاتین را می‌توان در الفبای فنیقی، یونانی و الفبای اتروسکی یافت. با گسترش امپراتوری روم در دوران باستان، خط و زبان لاتین همراه با فتوحات آن رواج یافت و حتی پس از فروپاشی امپراتوری روم غربی، کاربرد آن در ایتالیا، ایبریا و اروپای غربی ادامه یافت. در طی قرون وسطای آغازین و میانه، این خط توسط مبلغان و فرمانروایان مسیحی گسترش یافت و جایگزین نظام‌های نوشتاری بومیِ اروپای مرکزی، اروپای شمالی و جزایر بریتانیا شد.
در عصر اکتشافات، نخستین موج استعمار اروپا به پذیرش الفبای لاتین — عمدتاً در قارهٔ آمریکا و استرالیا — انجامید، حال آنکه آفریقای جنوب صحرا، جنوب شرق آسیای دریایی و اقیانوسیه در دورهٔ امپریالیسم نو لاتین‌سازی شدند. بلشویک‌ها با پی بردن به این که خط لاتین به رایج‌ترین خط در جهان بدل شده است، کوشیدند تا برای همهٔ زبان‌های رایج در سرزمین‌های تحت سلطهٔ خود در اروپای شرقی، آسیای شمالی و آسیای مرکزی، الفبای لاتین ابداع و برقرار کنند. با این حال، پس از سه دههٔ نخستِ عمر اتحاد جماهیر شوروی، این خطوط در دههٔ ۱۹۳۰ به تدریج به نفع خط سیریلیک کنار گذاشته شدند. برخی از کشورهای تُرک‌زبانِ پساشوروی در دههٔ ۱۹۹۰، به پیروی از نمونهٔ ترکیه در سال ۱۹۲۸، تصمیم گرفتند خط لاتین را دوباره به کار گیرند. در اوایل سدهٔ بیست و یکم، نظام‌های نوشتاری غیرلاتین تنها در بیشترِ بخش‌های خاورمیانه و شمال آفریقا، کشورهای پساشوروی، آسیا و برخی از کشورهای بالکان همچنان رواج داشتند.

## آغاز تاریخ

لوح مارسیلیانا (حدود ۷۰۰ پیش از میلاد)، دارای قدیمی‌ترین الفبای شناخته شده اتروسک.

خط لاتین در دوران باستان کهن در ناحیهٔ لاتیوم در ایتالیای مرکزی سرچشمه گرفت. باور عمومی بر این است که لاتین‌ها، که یکی از قبایل متعدد ایتالیایی باستان بودند، در سدهٔ هفتم پیش از میلاد، گونهٔ غربی الفبای یونانی را از کومای، مستعمره‌ای یونانی در جنوب ایتالیا، بازآفرینی کردند و بدین ترتیب الفبای لاتینِ نخستین، به یکی از چندین خط ایتالیایی باستان بدل شد که در آن دوران در حال پدیدار شدن بودند. خط لاتین نخستین به شدت تحت تأثیر تمدن اتروسکی بود که در آن زمان در منطقه چیرگی داشت؛ لاتین‌ها سرانجام ۲۲ حرف از ۲۶ حرف اصلی اتروسکی را برگرفتند، که آن حروف نیز خود از الفبای یونانی غربی مشتق شده بودند. به احتمال بسیار زیاد، لاتین‌ها الفبای خود را از طریق اتروسک‌ها (و نه مستقیماً از استعمارگران یونانی) دریافت کرده‌اند.

## سدهٔ ۲۰

### آلبانی
زبان آلبانیایی از زمان اولین تصدیق خود در سدهٔ دوازدهم، از سیستم‌های نوشتاری گوناگونی، به‌ویژه لاتین (در شمال)، یونانی (در جنوب)، عثمانی و عربی (که مورد علاقه بسیاری از مسلمانان بود) استفاده کرده است. در طول قرن نوزدهم، از سال ۱۸۷۹ به رهبری انجمن انتشار نوشته‌های آلبانیایی، تلاش‌هایی برای استانداردسازی صورت گرفت که در کنگره ماناستیر در سال ۱۹۰۸ به اوج خود رسید، زمانی که یک خط لاتین واحد، باشکیمی، برای کل زبان انتخاب شد. اگرچه الفبای لاتین آلبانیایی که به تازگی پذیرفته شده بود، نمادی از گسست از حکومت عثمانی بود، برخی از آلبانیایی‌های اسلام‌گرای کوزوو (Kosovo) به شدت به آن اعتراض کردند و ترجیح دادند خط عربی موجود در قرآن را که مقدس می‌دانستند، حفظ کنند. با این حال، ملی‌گرایان معتقد بودند که الفبای لاتین «بالاتر از دین» است و بنابراین برای آلبانیایی‌های غیراسلامی و سکولار نیز قابل قبول است. و آنها در این بحث پیروز شدند.

### چین
پس از تأسیس جمهوری خلق چین در سال ۱۹۴۹، مائو تسه‌تونگ در ابتدا لاتین کردن زبان نوشتاری چینی را در نظر گرفت، اما در اولین سفر رسمی خود به اتحاد جماهیر شوروی در همان سال، جوزف استالین، که لاتین کردن همه زبان‌ها در اتحاد جماهیر شوروی را در سال ۱۹۳۰ متوقف کرده بود، مائو را متقاعد کرد که سیستم نوشتاری چینی موجود را حفظ کند. در عوض، ژو یوگوانگ سیستم پین‌یین را ایجاد کرد و نویسه‌های چینی ساده شدند.
به‌جا مانده از دوران لاتین‌نویسی، برای نگارش رسمی زبان‌های ژوانگ، الفبای لاتین به جای گونه‌ای معیار از خط کهن سندیپ که بر پایهٔ نویسه‌های چینی بود، برگزیده شد. البته پیامدهای عملی این تصمیم چندان چشم‌گیر نیست، چون بیشتر گویش‌وران ژوآنگ همچنان از خط سندیپ بهره می‌برند.
زبان اویغوری در چین نیز الفبایی بر پایهٔ لاتین و مطابق با اصول نگارش پینیین داشت، اما این الفبا در سال ۱۹۸۲ کنار گذاشته شد و خط عربی دوباره جایگزین آن گردید.

### صربی-کرواتی

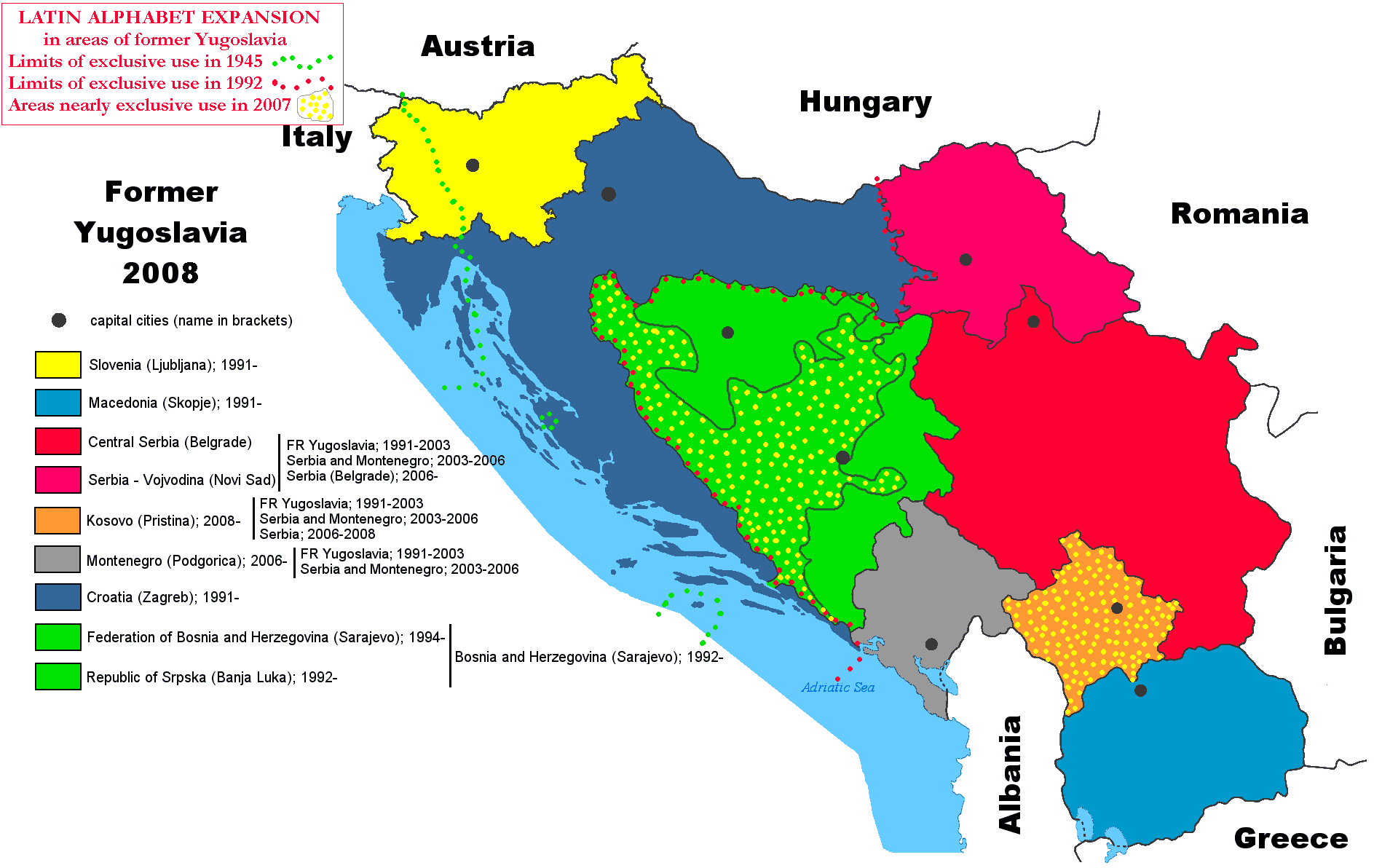
نقشه‌ای که گسترش استفاده از خط لاتین را در مناطقی از یوگسلاوی سابق، عمدتاً در میان کروات‌ها و اسلوونی‌ها (کاتولیک‌های رومی)، بوسنیایی‌ها (مسلمانان بوسنیایی) و کوزوویی‌ها (مسلمانان آلبانیایی) نشان می‌دهد. متون سیریلیک در مناطقی که عمدتاً صرب‌ها، مونته‌نگرویی‌ها و مقدونی‌ها (مسیحیان ارتدکس شرقی) در آن ساکن هستند، غالب هستند. این مرز فرهنگی از زمان دوگانگی شرق یونانی و غرب لاتین وجود داشته است.

زبان‌شناس کروات، لیودویت گای، در سال ۱۸۳۵ الفبای لاتین یکپارچه‌ای برای زبان کرواتی ابداع کرد، در حالی که در سال ۱۸۱۸، زبان‌شناس صرب، ووک کاراجیچ، الفبای سیریلیک صربی را تدوین کرده بود. در نیمهٔ نخست سدهٔ نوزدهم، جنبش ایلیری برای اتحاد فرهنگی و شاید سیاسیِ همهٔ اسلاوهای جنوبی (یوگسلاوها) بسیار قوی بود و تلاش‌هایی برای ایجاد یک زبان ادبی یکپارچه صورت گرفت که معیاری برای همهٔ گویش‌های یوگسلاو باشد. پیمان ادبی وین (مارس ۱۸۵۰) میان نویسندگانی از کرواسی، صربستان و یک نویسنده از اسلوونی، مهم‌ترین تلاش در این زمینه بود که در آن بر سر برخی قواعد اساسی توافق شد. در دههٔ ۱۸۶۰، دستور زبان ووک در صربستان پذیرفته شد، در حالی که فرهنگستان علوم و هنرهای یوگسلاوی در سال ۱۸۶۶ در زاگرب تأسیس شد و نخستین کتاب دستور زبان «صربی-کرواتی» نوشتهٔ پرو بودمانی در سال ۱۸۶۷ در کرواسی به چاپ رسید. در سال ۱۹۱۳، یوان اسکرلیچ برای ایجاد هم‌بستگی زبانیِ واقعی، مصالحه‌ای را برای یک نظام نوشتاری و گویش یگانه پیشنهاد داد. پس از جنگ جهانی اول، هم‌بستگی سیاسی در پادشاهی یوگسلاوی تحقق یافت، اما توافقی بر سر هم‌بستگی خط برای جمعیت آن هرگز حاصل نشد. جمهوری فدرال خلق یوگسلاویِ تیتوئیستیِ پس از جنگ، تلاش دیگری برای دستیابی به هم‌بستگی زبانی کرد، اما توافق‌نامهٔ نوی ساد در سال ۱۹۵۴ تنها توانست برابری خط لاتین و سیریلیک و الزام شهروندان به یادگیری هر دو الفبا را محقق سازد. با بازگشت ملی‌گرایی قومی در دههٔ ۱۹۸۰، این دو خط بار دیگر به شدت با گونه‌های خاص زبان صربی-کرواتی و در نتیجه با هویت‌های ملی گره خوردند. این وضعیت با جنگ‌های یوگسلاو که به فروپاشی یوگسلاوی در دههٔ ۱۹۹۰ انجامید، تشدید شد و ملی‌گرایان از هر سو بار دیگر بر این امر پافشاری کردند که زبان‌های کرواتی، بوسنیایی، صربی و مونته‌نگرویی به خودی خود زبان‌هایی متمایز هستند و بدین ترتیب پروژهٔ وحدت زبانی صربی-کرواتی را تضعیف کردند.
زبان بوسنیایی در اصل از سدهٔ یازدهم عمدتاً به خط سیریلیک‌گونهٔ بوسانچیتسا نوشته می‌شد (در آغاز در کنار خط قدیمی‌ترِ گلاگولیتسا)، اما این خط در سدهٔ هجدهم، پس از آنکه عثمانیان خطِ فارسی-عربیِ آرِبیتسا (سده‌های پانزدهم تا بیستم) را معرفی کردند، به تدریج منقرض شد. سرانجام، بیشتر بوسنیایی‌ها لاتینیتسایِ برگرفته از کرواتی یا همان خط لاتین را — که در ابتدا توسط فرانسیسکن‌های کاتولیک معرفی شده بود— در درازای سدهٔ بیستم پذیرفتند و این خط در دههٔ ۱۹۹۰ استانداردسازی شد.

### خاورمیانه و شمال آفریقا

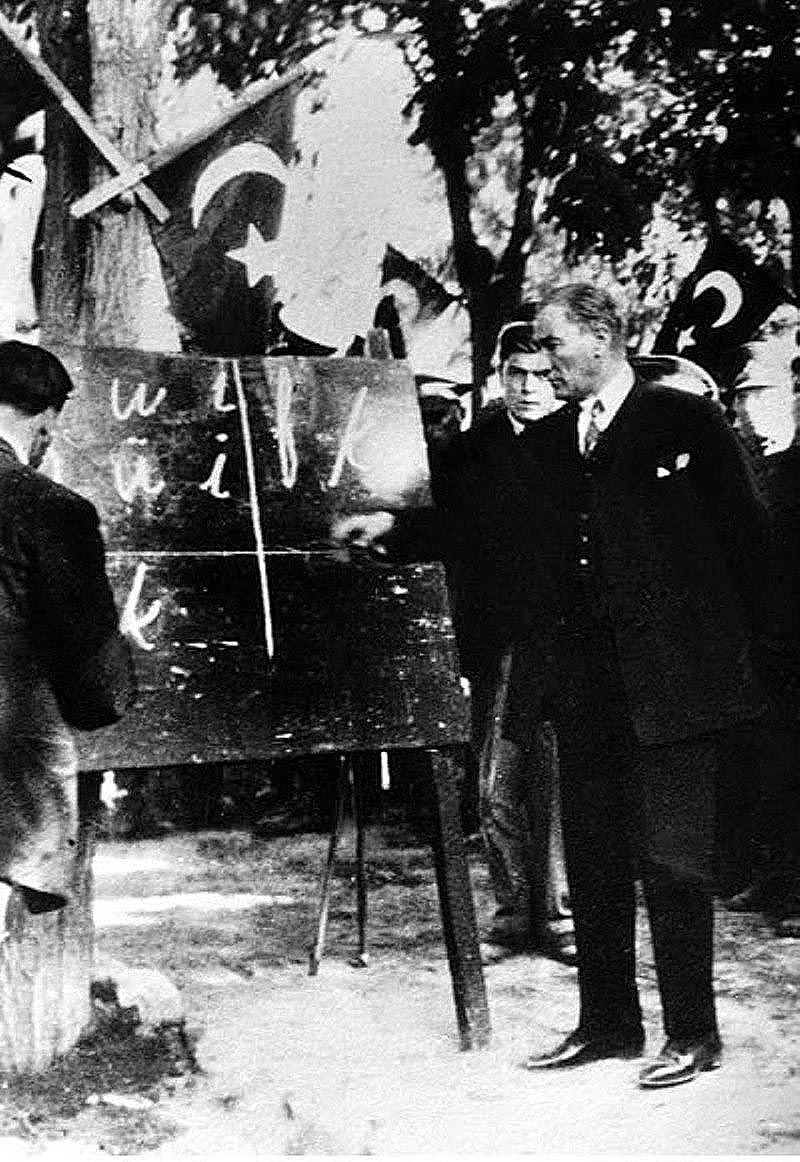
مصطفی کمال آتاترک خط لاتین را در سال ۱۹۲۸ میلادی در ترکیه معرفی کرد.

در سال ۱۹۲۸، به عنوان بخشی از اصلاحات مصطفی کمال آتاترک، جمهوری نوین ترکیه الفبای لاتین ترکی را برای زبان ترکی پذیرفت و آن را جایگزین خط اصلاح‌شدهٔ عربی کرد.
در دهه‌های ۱۹۳۰ و ۱۹۴۰، بیشترِ کُردها خط عربی را با دو الفبای لاتین جایگزین کردند. گرچه تنها حکومت رسمی کُرد، یعنی حکومت اقلیم کردستان در شمال عراق، برای اسناد رسمی از خط عربی استفاده می‌کند، الفبای لاتین کردی همچنان در سراسر منطقه توسط بیشترِ گویشوران کُرد، به‌ویژه در ترکیه و سوریه، به‌طور گسترده به کار می‌رود.
در دوران استعمارزدایی در اواخر سدهٔ بیستم، پان‌عربیسم و ملی‌گرایی عربی در قالب گرایش‌های ضدغربی، از جمله خصومت با خط لاتین، نمود یافت. این خط در برخی مناطق مانند لیبی پس از کودتای ۱۹۶۹ معمر قذافی، به نفع استفادهٔ انحصاری از خط عربی، ممنوع شد.

### اتحاد جماهیر شوروی
دست‌کم از سال ۱۷۰۰، روشنفکران روس در پیِ تمایلشان برای برقراری روابط نزدیک با غرب، به دنبال لاتین‌سازی زبان روسی بوده‌اند. بلشویک‌ها چهار هدف داشتند: گسست از تزاریسم، گسترش سوسیالیسم به سراسر جهان، منزوی کردن ساکنان مسلمان اتحاد شوروی از جهان و دین عربی-اسلامی و ریشه‌کن کردن بی‌سوادی از راه ساده‌سازی. آنها به این نتیجه رسیدند که الفبای لاتین ابزار مناسبی برای این کار است و پس از به دست گرفتن قدرت در انقلاب ۱۹۱۷ روسیه، برای تحقق این آرمان‌ها برنامه‌ریزی کردند.
گرچه در آغاز پیشرفت کُند بود، در سال ۱۹۲۶ جمهوری‌های تُرک‌زبان اتحاد جماهیر شوروی الفبای لاتین را پذیرفتند که این امر انگیزهٔ بزرگی به اصلاح‌طلبان در کشور همسایه، ترکیه، داد. هنگامی که مصطفی کمال آتاترک در سال ۱۹۲۸ الفبای لاتین جدید ترکی را پذیرفت، این اقدام به نوبهٔ خود رهبران شوروی را به ادامهٔ کار تشویق کرد. کمیسیون لاتین‌سازی الفبای روسی کار خود را در اواسط ژانویهٔ ۱۹۳۰ به پایان رساند. اما در ۲۵ ژانویهٔ ۱۹۳۰، دبیرکل، ژوزف استالین، دستور توقف لاتین‌سازی زبان روسی را صادر کرد. با این حال، لاتین‌سازی زبان‌های غیر اسلاوی در اتحاد جماهیر شوروی تا اواخر دههٔ ۱۹۳۰ ادامه یافت. بیشترِ مردمان تُرک‌زبانِ اتحاد جماهیر شوروی، از جمله تاتارها، باشقیرها، آذربایجانی‌ها یا آذری‌ها، قزاق‌ها (۱۹۲۹–۴۰)، قرقیزها و دیگران، در دههٔ ۱۹۳۰ از الفبای یکپارچهٔ تُرکیِ مبتنی بر لاتین استفاده می‌کردند؛ اما در دههٔ ۱۹۴۰، همگی با خط سیریلیک جایگزین شدند.

### کشورهای پساشوروی
فتح ماورای قفقاز توسط روسیه در سدهٔ نوزدهم، جامعهٔ زبان آذربایجانی را میان دو کشور تقسیم کرد که دیگری ایران بود. اتحاد جماهیر شوروی به توسعهٔ این زبان کمک کرد، اما با دو تغییر خط پیاپی — از فارسی به لاتین و سپس به سیریلیک — آن را به‌طور قابل توجهی به عقب راند، در حالی که آذری‌های ایران همچنان به استفاده از خط فارسی، همان‌طور که همیشه استفاده می‌کردند، ادامه دادند. با وجود استفادهٔ گسترده از زبان آذربایجانی در جمهوری سوسیالیستی آذربایجان شوروی، این زبان تا سال ۱۹۵۶ به زبان رسمی آذربایجان تبدیل نشد. جمهوری آذربایجان پس از کسب استقلال از اتحاد جماهیر شوروی در سال ۱۹۹۱، تصمیم گرفت به خط لاتین بازگردد.
دو جمهوری تُرک‌زبانِ تازه استقلال‌یافتهٔ دیگر، یعنی ازبکستان و ترکمنستان، و همچنین مولداویِ رومانیایی‌زبان در ۳۱ اوت ۱۹۸۹، رسماً الفبای لاتین را برای زبان‌های خود پذیرفتند. در سال ۱۹۹۵، ازبکستان دستور داد الفبای ازبکی از خط سیریلیک مبتنی بر روسی به الفبای لاتینِ اصلاح‌شده تغییر یابد و در سال ۱۹۹۷، زبان ازبکی به تنها زبان اداره‌های دولتی تبدیل شد. با این حال، اجرای این گذار توسط دولت بسیار کند بوده، با ناکامی‌های متعددی روبرو شده و تا سال ۲۰۱۷ هنوز تکمیل نشده بود. در سال ۲۰۲۱، این کشور اعلام کرد که قصد دارد تا سال ۲۰۲۳ این فرایند گذار را به پایان برساند.
قزاقستان، قرقیزستان، تاجیکستانِ ایرانی‌زبان، و منطقهٔ جدایی‌طلب ترانس‌نیستریا، عمدتاً به دلیل روابط نزدیکشان با روسیه، خط سیریلیک را حفظ کردند. با این حال، قزاقستان قصد دارد فرایند گذار به الفبای لاتین را از سال ۲۰۲۳ آغاز کند.

### ترکمنستان
جمهوری شوروی سوسیالیستی ترکمنستان از سال ۱۹۲۸ تا ۱۹۴۰ از الفبای لاتین استفاده می‌کرد، تا زمانی که مقرر شد همهٔ زبان‌ها در اتحاد جماهیر شوروی به خط سیریلیک نوشته شوند. ترکمنستان پس از کسب استقلال در سال ۱۹۹۱، در میان چندین کشور پساشوروی بود که به دنبال بازگرداندن خط لاتین بودند. گرچه دیکتاتور تمامیت‌خواه، صفرمراد نیازوف، که از ۱۹۸۵ تا زمان مرگش در ۲۰۰۶ بر ترکمنستان حکومت می‌کرد، در ۱۲ آوریل ۱۹۹۳ فرمانی را برای رسمیت بخشیدن به الفبای لاتین جدید ترکمنی صادر کرد، اجرای عملیِ آن کند و ناقص بوده است. الفبای اصلی سال ۱۹۹۳ دارای ۳۰ حرف بود، اما چندین آوا را پوشش نمی‌داد و با زبان ترکمنی سازگار نبود، بنابراین در سال ۱۹۹۶ چندین اصلاحیه بر آن اعمال شد. نخستین کتاب به خط لاتین در سال ۱۹۹۵ چاپ شد، اما کتاب‌های راهنمای زبان و ادبیات ترکمنی تا سال ۱۹۹۹ در دسترس نبودند؛ در حالی که کتاب‌های راهنمای سیریلیک پیش از در دسترس قرار گرفتن نسخه‌های لاتین، ممنوع شده بودند. اگرچه تا سال ۲۰۱۱ نسل‌های جوان‌تر از طریق نظام آموزشی به خوبی با الفبای لاتین ترکمنی آشنا شده بودند، اما بزرگسالان، از جمله معلمان، هیچ برنامهٔ آموزشی رسمی دریافت نکردند و از آنها انتظار می‌رفت که آن را به تنهایی و بدون حمایت دولتی بیاموزند.

## سدهٔ ۲۱

### قزاقستان
قزاقستان، برخلاف همسایگان تُرک‌زبان خود، پس از دستیابی به استقلال در سال ۱۹۹۱، بی‌درنگ به سوی لاتین‌سازی حرکت نکرد. این امر دلایل عمل‌گرایانه‌ای داشت: دولت از بیگانه ساختن اقلیت بزرگ روس‌زبان کشور (که زبان روسی را به خط سیریلیک می‌نوشتند) نگران بود و همچنین به دلیل بحران اقتصادی در آغاز دههٔ ۱۹۹۰، چنین گذاری در آن زمان از نظر مالی امکان‌پذیر نبود. سرانجام در سال ۲۰۱۷ بود که خط لاتین به عنوان خط رسمی زبان قزاقی در قزاقستان معرفی شد و جایگزین سیریلیک گردید.
در سال ۲۰۰۶، رئیس‌جمهور نورسلطان نظربایف از وزارت آموزش و علوم خواست تا تجربیات ترکیه، آذربایجان، ترکمنستان و ازبکستان را که همگی در سدهٔ بیستم به خط لاتین روی آورده بودند، بررسی کند. این وزارتخانه در تابستان ۲۰۰۷ گزارش داد که یک طرح شش مرحله‌ای، که عمدتاً بر اساس مدل ازبکستان بود، باید در یک دورهٔ ۱۲ تا ۱۵ ساله با هزینه‌ای حدود ۳۰۰ میلیون دلار اجرا شود. مقامات، علاوه بر ادغام قزاقستان در اقتصاد جهانی، استدلال کرده‌اند که این کار به توسعهٔ هویتی ملی برای قزاقستان، جدا از روسیه، کمک می‌کند. در سال ۲۰۰۷، نظربایف گفت که در تغییر الفبای قزاقی از سیریلیک به لاتین نباید عجله کرد و خاطرنشان کرد: «مردم قزاقستان به مدت ۷۰ سال به خط سیریلیک خواندند و نوشتند. بیش از ۱۰۰ ملیت در کشور ما زندگی می‌کنند. از این رو ما به ثبات و آرامش نیاز داریم. ما نباید در مسئلهٔ تغییر الفبا عجله کنیم».
در سال ۲۰۱۵، دولت قزاقستان اعلام کرد که تا سال ۲۰۲۵، خط لاتین جایگزین خط سیریلیک به عنوان نظام نوشتاری زبان قزاقی خواهد شد. در سال ۲۰۱۷، نظربایف گفت که «تا پایان سال ۲۰۱۷، پس از مشورت با دانشگاهیان و نمایندگان مردم، باید یک استاندارد واحد برای الفبا و خط جدید قزاقی تدوین شود.» قرار شد متخصصان آموزش برای تدریس الفبای جدید آموزش ببینند و کتاب‌های درسی از سال ۲۰۱۸ فراهم شود. سیاست لاتین‌سازی با هدف نوسازی قزاقستان و افزایش همکاری‌های بین‌المللی انجام می‌شود. در ۱۹ فوریه ۲۰۱۸، رئیس‌جمهور نظربایف اصلاحیه‌ای بر فرمان شمارهٔ ۵۶۹ مورخ ۲۶ اکتبر ۲۰۱۷ «در خصوص تغییر الفبای قزاقی از سیریلیک به لاتین» را امضا کرد. الفبای اصلاح‌شده برای آواهای قزاقی «Ш» و «Ч» به ترتیب از «Sh» و «Ch» استفاده می‌کند و کاربرد آپاستروف را حذف کرده است.

### کانادا
در اکتبر ۲۰۱۹، سازمان ملی نمایندگی اینویت‌ها در کانادا (ITK) اعلام کرد که یک نظام نوشتاری یکپارچه برای زبان‌های اینویتی در این کشور معرفی خواهد کرد. این نظام نوشتاری مبتنی بر الفبای لاتین است و از خط مورد استفاده در زبان گرینلندی الگوبرداری شده است.

### اکلاهما (ایالات متحده)
پس از سال ۲۰۰۶، یک نظام نوشتاری تازه برای زبان اوسیج (از زبان‌های بومیان آمریکا) ابداع شد که سلطهٔ خط لاتین برای نگارش این زبان را به چالش می‌کشد.